# Rogas semirufus
Rogas semirufus är en stekelart som först beskrevs av Szepligeti 1911.  Rogas semirufus ingår i släktet Rogas och familjen bracksteklar. Inga underarter finns listade i Catalogue of Life.